# Bettina Löffler
Bettina Löffler (* 1972 in Gräfelfing) ist eine deutsche Fachärztin für Mikrobiologie und Infektionsepidemiologie und Hochschullehrerin.

## Leben und Wirken
Löffler studierte ab 1992 Humanmedizin an der Ludwig-Maximilians-Universität München (LMU) sowie an der University of Birmingham/University of Cincinnati und legte 1999 das medizinische Staatsexamen ab. Anschließend war sie bis 2000 Arzt im Praktikum in der Immunologie/Nephrologie der Medizinischen Klinik, Campus Innenstadt der LMU. Ihre Promotion zum Thema „Der Einfluß von Glucose und Hyperosmolarität auf peritoneale Mesothelzellen“ erfolgte im Jahr 2000 an der LMU. Von 2000 bis 2002 erhielt sie ein Forschungsstipendium der Deutschen Forschungsgemeinschaft am Gaubius Labor der TNO in Leiden und von 2003 bis 2006 eine Forschungsförderung durch die Else Kröner-Fresenius-Stiftung.
Von 2002 bis 2014 war Löffler am Aufbau und der Leitung der Arbeitsgruppe „zelluläre Mikrobiologie“ am Institut für Medizinische Mikrobiologie am Universitätsklinikum Münster beteiligt. In Münster habilitierte sie sich 2011 mit der Schrift „Staphylococcus aureus Infektionen an zellulären Barrieren: Inflammation, Zellzerstörung, Defektheilung und bakterielle Langzeit-Persistenz“ und ist seit 2012 Fachärztin für Mikrobiologie und Infektionsepidemiologie. Seit 2014 ist sie Professorin für Medizinische Mikrobiologie am Universitätsklinikum Jena und Institutsleiterin.
Darüber hinaus übernahm sie zwischen 2009 und 2014 Projektleiterschaften und Kommissionsarbeit in Sonderforschungsbereichen und BMBF-geförderten Verbünden sowie von 2011 bis 2013 die Organisation des jährlichen Münster Immunology Meetings. Seit 2014 ist sie Vorstandsmitglied im ZIK Septomics und ständige Beratung des Vorstands in InfectoGnostics.
Löffler ist Mutter von 3 Töchtern.

## Forschungsschwerpunkte
- Toxin-vermittelte Effekte bei bakteriellen Infektionen und viral-bakterielle Koinfektionen
- Persistenzstrategien von Pathogenen
- Infektionsmodelle und Testung von Therapiestrategien
- diagnostische Mikrobiologie[5]

## Auszeichnungen
- 2019: Thüringer Forschungspreis in der Kategorie „Angewandte Forschung“[1]